# Banjarsari (Bangsalsari)
Banjarsari is een bestuurslaag in het regentschap Jember van de provincie Oost-Java, Indonesië. Banjarsari telt 4258 inwoners (volkstelling 2010).